# نابرابری گرانوال
نابرابری گرانوال که در ریاضیات به آن لم گرانوال یا نابرابری گرانوال- بلمن گفته می‌شود، این امکان را می‌دهد که یک تابع که نابرابری دیفرانسیلی یا نابرابری انتگرالی خاصی را ارضا می‌کند، به وسیلهٔ تابع پاسخ معادلهٔ دیفرانسیل و یا معادلهٔ انتگرالی متناظر محدود کنیم.
نابرابری گرانوال ابزار مهمی برای رسیدن به تخمین‌های مناسب در نظریهٔ معادلات دیفرانسیل معمولی و معادلات دیفرانسیل تصادفی است.
فرم دیفرانسیلی این نابرابری در سال ۱۹۱۹ توسط گرانوال و فرم انتگرالی آن در سال ۱۹۴۳ توسط ریچارد بلمن به اثبات رسید.

## لم گرانوال
فرض کنید تابع {\displaystyle g(t)} یک تابع حقیقی‌مقدار و پیوسته باشد که در نابرابری {\displaystyle g(t)\geq 0} صدق می‌کند،و هم‌چنین
{\displaystyle g(t)\leq C+K\int _{0}^{t}g(s)ds}
باشد، که {\displaystyle t\in [0,a]} و {\displaystyle C} و {\displaystyle K} ثوابت مثبت باشند، آنگاه برای {\displaystyle t\in [0,a]} داریم:
{\displaystyle g(t)\leq Ce^{Kt}}

### اثبات
فرض کنید برای تمام {\displaystyle t\in [0,a]} داریم: {\displaystyle G(t)=C+K\int _{0}^{t}g(s)ds} ، حال {\displaystyle G(t)\geq g(t)} و {\displaystyle G(t)>0} است برای تمام {\displaystyle t\in [0,a]} . از قضیه‌ی اساسی حسابان نتیجه می‌شود که:
{\displaystyle G'(t)=Kg(t)}
آنگاه نتیجه می‌شود که :
{\displaystyle {\frac {G'(t)}{G(t)}}={\frac {Kg(t)}{G(t)}}\leq {\frac {KG(t)}{G(t)}}\leq K}
برای تمام {\displaystyle t\in [0,a]} . و این رابطه برابر است با:
{\displaystyle {\frac {d}{dt}}(logG(t))\leq K}
یا
{\displaystyle logG(t)\leq Kt+logG(0)}
یا
{\displaystyle G(t)\leq G(0)e^{Kt}=Ce^{Kt}}
که برای تمام {\displaystyle t\in [0,a]} نتیجه می‌شود که {\displaystyle g(t)\leq Ce^{Kt}}